# 440 f.Kr.

## Händelser

### Efter plats

#### Grekland
- Ett artemistempel uppförs i Efesos (omkring detta år).
- Samos, en autonom medlem av det attiska sjöförbundet och en av Atens allierade med en egen flotta, hamnar i strid med Miletos och vädjar till Aten om hjälp. Perikles stödjer dock Miletos, varför Samos gör uppror. Perikles avseglar dit med en flotta, för att avsätta dess oligarkiska regering och insätta en demokratisk istället. Sparta hotar att blanda sig i det hela men vid ett möte med det peloponnesiska förbundets medlemmar röstar dess medlemmar mot att intervenera å Samos vägnar mot Aten.

#### Romerska republiken
- Svält utbryter i Rom.

#### Kina
- Zhou kao wang blir kung av den kinesiska Zhoudynastin.

### Efter ämne

#### Fysik
- Demokritos framkastar teorin att allting består av små, odelbara delar, som han kallar atomer.

#### Konst
- Polykleitos färdigställer den första av sina statyer, Doryforos (Spjutbäraren).
- Stelen Demetrios, Persefone och Triptolemos från Eleusis, tillkommer (omkring detta år). Den finns numera på Nationalarkeologimuseet i Aten.
- Ett Poseidontempel byggs i Sounion.

## Avlidna
- Ducetius, helleniserad ledare för sikelerna och grundare av den enade sicilianska staten